# Koszary piechoty w Toruniu
Koszary piechoty w Toruniu (również koszary Wilhelmowskie, koszary Wilhelma) – dawny kompleks koszarowy zbudowany w latach 1880–1882 na placu Wilhelma w Toruniu (dziś pl. św. Katarzyny). Znajduje się on w kwartale między ul. Dobrzyńską, placem św. Katarzyny, ul. Gregorkiewicza i ul. Wały gen. Sikorskiego. W czasie pokoju odbywały się tu szkolenia rekrutów.
W skład kompleksu wchodziły: dwa dwukondygnacyjne bloku koszarowe (położone wzdłuż ul. Dobrzyńskiej i Gregorkiewicza), blok podoficerski, budynek sztabu, budynek dowódcy, kuchnia, stołówki, izba chorych, wartownie, dyżurki, ujeżdżalnie, hala sportowa (wzdłuż ul. Wały gen. Sikorskiego), stajnie dla koni, szatnie, zbrojownie. Budynki były otoczone płotem. Mogły pomieścić około jednego pułku piechoty. Zapewniał rekrutom podstawowe warunki do szkolenia i odpoczynku.
Stacjonował tutaj 21 pułk piechoty von Borckiego. Podczas zagrożenia wojennego w koszarach koncentrowały się siły zbrojne do uderzenia na przeciwnika.
Po powrocie Torunia do Polski, w 1920 roku w koszarach ulokowano polskie Kierownictwo Rejonu Inżynierów i Saperów (od 1925 roku jako Nadzór Forteczny Twierdzy Toruń, rok później Zarząd Forteczny). Od 1929 roku mieściło się tutaj Szefostwo Fortyfikacji, Łączności, Intendentury, Sanitarne VIII Okręgu Korpusu.
W latach 1985–1992 mieściło się tutaj Ogólnokształcące Liceum Wojskowe. Obecnie jest to siedziba X Liceum Ogólnokształcącego im. prof. Stefana Banacha.